# Premier Cru (Burgund)

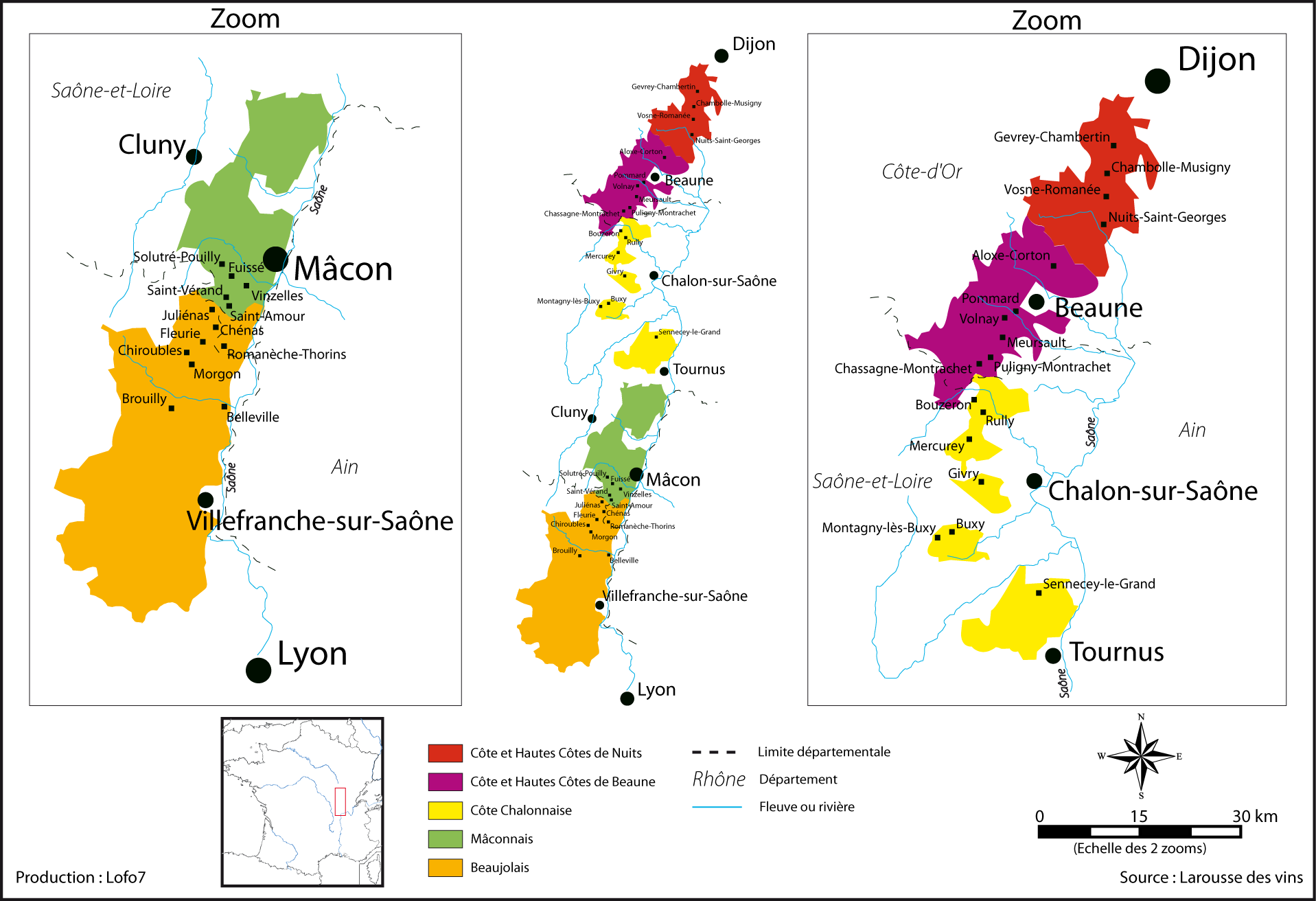
Das Weinbaugebiet Burgund

Premier cru (französisch) bedeutet wörtlich „Erstes Gewächs“ und bezeichnet eine Klasse von Appellationen der Weinbauregion Burgund. Jede dieser Appellationen umfasst jeweils alle entsprechend eingestuften Weinlagen der zugehörigen Gemeinde. Die meisten dieser Lagen liegen an der touristischen Route des Grands Crus innerhalb der Teilregionen Côte de Beaune und Côte de Nuits. 
In der Hierarchie der Weinlagen des Burgund liegen die Premier Crus an der zweiten Stelle nach den Grand Crus. Darunter rangieren dann die Villages-Weine der einzelnen Gemeinden sowie die regionalen Appellationen Bourgogne (aus Pinot Noir oder Chardonnay), Bourgogne Aligoté sowie Bourgogne Passetoutgrain und Bourgogne (Grand) Ordinaire, in die auch Gamay einfließt. Dazwischen befinden sich noch die spezifischeren Appellationen Bourgogne Hautes Côtes de Beaune, Bourgogne Haute Côtes de Nuits, Bourgogne Côte Chalonnaise und Bourgogne Côtes d’Auxerre.

## Appellation premier cru de Bourgogne Contrôlée

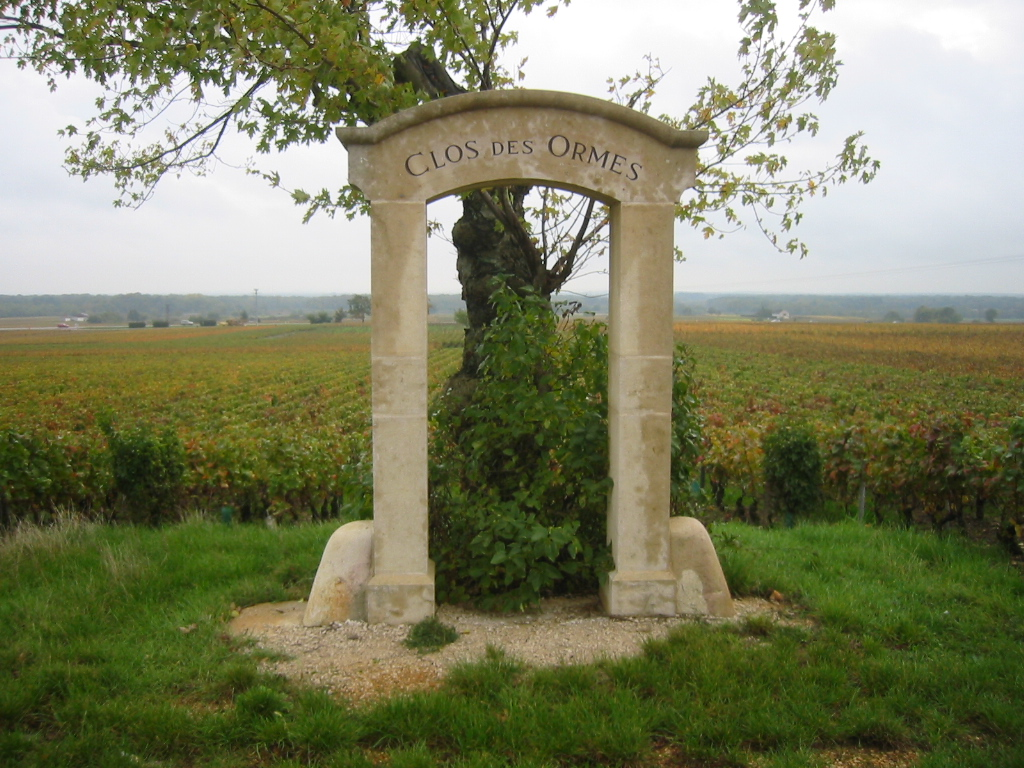
Morey-Saint-Denis Premier Cru Clos des Ormes

Die Premiers Crus vereinen insgesamt ca. 10 % der Produktionsmenge des Burgunds auf sich. Die Kennzeichnung auf dem Weinetikett ist festgelegt. Dem Gemeindenamen folgt die Bezeichnung Premier Cru und dann optional der Lagenname. Die Etikettenbezeichnung der Einzellage Clos des Ormes in Morey-Saint-Denis lautet folgerichtig  Morey-Saint-Denis premier cru Clos des Ormes. Genauso dürfte der Wein aber auch – allein oder mit Erzeugnissen anderer Premier-Cru-Lagen derselben Gemeinde – als Morey Saint-Denis premier cru vermarktet werden.
Insgesamt wurden bislang 562 Lagen der Anbauregion Burgund als Premiers Crus definiert. Sie liegen in folgenden 28 Gemeinden:
- Aloxe-Corton, Auxey-Duresses, Beaune, Blagny, Chablis, Chambolle-Musigny, Chassagne-Montrachet, Fixin, Gevrey-Chambertin, Givry, Ladoix-Serrigny, Dezize-lès-Maranges, Mercurey, Meursault, Montagny, Monthelie, Morey-Saint-Denis, Nuits-Saint-Georges, Pernand-Vergelesses, Pommard, Puligny-Montrachet, Rully, Saint-Aubin, Santenay, Savigny-lès-Beaune, Volnay, Vosne-Romanée und  Vougeot

## Liste der Premier-Cru-Lagen im Burgund
Chablis
Siehe auch Chablis Premier Cru
| - Beauroy - Berdiot - Beugnons - Butteaux - Chapelot - Chatains - Chaume de Talvat0 - Côte de Brechain - Côte de Cuissy - Côte de Fontenay | - Côte de Jouan - Côte de Lechet - Côte de Savant - Côte de Vaubarousse0 - Côte des Pres Girots - Forêts - Fourchaume - Les Beauregards - Les Epinnotes - Les Fourneaux | - Les Lys - L’homme mort - Melinots - Mont de Milieu - Montee de Tonnerre0 - Montmains - Morein - Pied d’Aloup - Roncières - Secher | - Troesmes - Vaillons - Vau de Vey - Vau Ligneau - Vaucoupin - Vaugiraut - Vaulorent - Vaupulent - Vaux Ragons - Vosgros |

Côte de Nuits
| - Chambolle-Musigny - Aux beaux Bruns - Aux Combottes - Aux Echanges - Derrière la Grange - La Combe d’Orveau0 - Les Amoureuses - Les Baudes - Les Borniques - Les Carrières - Les Chabiots - Les Charmes - Les Chatelots - Les Combottes - Les Cras - Les Feusselottes - Les Fuees - Les Groseilles - Les Gruenchers - Les hauts Dois - Les Lavrottes - Les Noirots - Les Plantes - Les Sentiers - Les Veroilles - Fixin - Arvelets - Clos de la Perrière - Clos du Chapitre - Clos Napoléon - Hervelets - Gevrey-Chambertin - Au Closeau - Aux Combottes - Bel Air - Champeaux - Champonnet - Cherbaudes | - Gevrey-Chambertin (Fortsetzung) - Clos des Varoilles - Clos du Chapitre - Clos Prieur - Clos St Jacques - Combe au Moine - Craipillot - En Ergot - Estournelles St Jacques - Fonteny - Issarts - La Bossière - La Perrière - La Romanee - Lavaut St Jacques - Les Cazetiers - Les Crobeaux - Les Goulots - Petite Chapelle - Petits Cazetiers - Poissenot - Ladoix-Serrigny - Basses Mourottes - Bois Roussot - Hautes Mourottes - La Corvée - La Micaude - Le clou d’Orge - Les Joyeuses - Morey-Saint-Denis - Aux Charmes - Aux Cheseaux - Clos Baulet - Clos des Ormes - Clos Sorbe - Côte Rotie - La Bussière - La Riotte | - Morey-Saint-Denis (Fortsetzung) - Le Village - Les Blanchards - Les Chaffots - Les Charrières - Les Chenevery - Les Faconnières - Les Genavrières - Les Gruenchers - Les Milandes - Les Ruchots - Les Sorbes - Monts Luisants - Nuits-Saint-Georges - Aux Argillas - Aux Boudots - Aux Bousselots - Aux Chaignots - Aux Champs Perdrix - Aux Cras - Aux Murgers - Aux Perdrix - Aux Thorey - Aux Vignerondes - Chaines Carteaux - Château Gris - Clos Arlot - Clos de la Maréchale - Clos des Argillières - Clos des Corvées - Clos des Corvées Pagets - Clos des Forêts-St-Georges - Clos des grandes Vignes - Clos des Porrets Saint-Georges0 - Clos Saint-Marc - En la Perrière Noblot - La Richemone - Les Argillières | - Nuits-Saint-Georges (Fortsetzung) - Les Cailles - Les Chaboeufs - Les Crots - Les Damodes - Les Didiers - Les Hauts Pruliers - Les Perrières - Les Porrets Saint-Georges - Les Poulettes - Les Proces - Les Pruliers - Les Saints-Georges - Les Terres Blanches - Les Vallerots - Les Vaucrains - Roncière - Rue de Chaux - Vosne-Romanée - Au dessus des Malconsorts - Aux Brulées - Aux Malconsorts - Aux Raignots - Clos des Reas - Clos Parentous - En Orveaux - La Croix Rameau - Les Beaux Monts - Les Chaumes - Les Gaudichots - Les Petits Monts - Les Rouges - Les Suchots - Vougeot - Clos de la Perrière - Le Clos Blanc - Les Crâs - Les Petits Vougeots |

Côte de Beaune
| - Aloxe-Corton - Clos des Marechaudes - Clos du Chapître - La coutiere - La Marechaude - La toppe au vert - Les chaillots - Les fournieres - Les guerets - Les Marechaudes - Les Moutottes - Les Paulands - Les Petites Lolières - Les Valozières - Les Vercots - Auxey-Duresses - Bas des Duresses - Climat du Val - Clos du Val - La Chapelle - Les Breterins - Les Duresses - Les Ecussaux - Les grands Champs - Reugne - A l’Ecu - Aux Coucherias - Aux Cras - Belissand - Blanches Fleurs - Champs Pimont - Clos de la Feguine - Clos de la Mousse - Clos de l’Ecu - Clos des Avaux - Clos des Ursules - Clos du Roi - Beaune - Clos Saint-Landry - En Genêt - En l’Orme - La Mignotte - Le bas des Teurons - Le clos des Mouches - Les Aigrots - Les Avaux - Les Boucherotes - Les Bressandes - Les centes Vignes - Les Chouacheux - Les Epenotes - Les Feves - Les Greves - Les Marconnets - Les Montrevenots - Les Perrieres - Les Reverses - Les Sceaux - Les Seurey - Les Sizies - Les Teurons - Les Toussaints - Les Tuvilains - Les vignes Franches - Montée Rouge - Pertuisots - Sur les Greves - Sur les Greves - Clos Ste-Anne - Blagny - Hameau de Blagny - La garenne ou sur la garenne - La Jeunellotte - La piece sous le bois - Sous Blagny - Sous le dos d’Âne - Sous le Puits - Chassagne-Montrachet - Abbaye de Morgeot - Blanchot Dessus - Bois de Chassagne - Cailleret - Champs Jendreau - Chassagne du Clos St Jean | - Chassagne-Montrachet (Fortsetzung) - Chassagne - Clos Chareau - Clos Pitois - Clos St Jean - Dent de Chien - En Cailleret - En Remilly - En Virondot - Ez Crets - Ez Crottes - Francemont - Guerchere - Boudriotte - La Cardeuse - La Chapelle - La grande Borne - La grande Montagne - La Maltroie - La Romanée - La Roquemaure - Les Baudines - Les Boirettes - Les Bondure - Les Brussonnes - Les Champs Gain - Les Chaumees - Les Chaumes - Les Chenevottes - Les Combards - Les Commes - Les Embazees - Les Fairendes - Les grandes Ruchottes - Les grands Clos - Les Macherelles - Les Murees - Les Pasquelles - Les petites Fairendes - Les petits Clos - Les Places - Les Rebichets - Les Vergers - Morgeot - Petangeret - Tête du Clos - Tonton Marcel - Vide Bourse - Vigne Blanche - Vigne Derrière - Dezize-lès-Maranges - De la Boutiere - Clos de la Fussière - La Fussiere - Le clos des Loyeres - Le clos des Rois - Le Crois Moines - Les Clos Rousseots - Meursault - Charmes - Clos des Perrières - Genevrières - La Jeunelotte - La pièce sous le Bois - Le Porusot - Les Bouchères - Les Caillerets - Les Cras - Les Gouttes d’Or - Les Plures - Les Santenots Blancs - Les Santenots du Milieu - Perrières - Porusot - Sous Blagny - Sous le dos d’Ane - Monthelie - La Taupine - Le Cas Rougeot - le Château Gaillard - Le Clos Gauthey - Le Meix Bataille - Le Village | - Monthelie (Fortsetzung) - Les Champs Fulliots - Les Duresses - Les Riottes - Les Vignes Rondes - Sur la Velle - Pernand-Vergelesses - Creux de la Net - En Caradeux - Ile des Vergelesses - Les Fichots - Vergelesses - Pommard - Clos Blanc - Clos de la Commaraine - Clos de Verger - Clos des Epeneaux - Derrière Saint-Jean - En Largillière - La Chanière - La Platière - La Refene - Le Clos Micot - Le Village - Les Arvelets - Les Bertins - Les Boucherottes - Les Chanlins Bas - Les Chaponnières - Les Charmots - Les Combes Dessus - Les Crois Noires - Les Fremiers - Les Grands Epenots - Les Jarolières - Les Petits Epenots - Les Pezerolles - Les Poutures - Les Rugiens Bas - Les Rugiens Hauts - Les Saussilles - Puligny-Montrachet - Champ Canet - Champ Gain - Clavaillon - Clos de la Garenne - Clos de la Mouchère - Hameau de Blagny - La Garenne - La Truffière - Le Cailleret - Les Chalumaux - Les Combettes - Les Demoiselles - Les Folatières - Les Perrières - Les Pucelles - Les Referts - Sous le Puits - Saint-Aubin - Bas de Vermarain à l’est - Derrière chez Edouard - Derrière la Tour - Echaille - En Créot - En la Ranche - En Montceau - En Remilly - En Vollon à l’Est - Es Champs - La Chatenière - Le Bas de Gamay à l’Est - Le Charmois - Le Puits - Les Castets - Les Champlots - Les Combes - Les Combes au Sud - Les Cortons - Les Frionnes - Les Murgers des Dents de Chien - Les Perrières | - Saint-Aubin (Fortsetzung) - Les Travers de Marinot - Marinot - Pitangeret - Sous Roche Dumay - Sur Gamay - Sur le Sentier du Clou - Vignes Moingeon - Village - Santenay - Beauregard - Beaurepaire - Clos de Tavannes - Clos des Mouches - Clos Faubard - Clos Rousseau - Grand Clos Rousseau - La Comme - La Maladière - Les Gravières - Les Gravières - Clos de Tavannes - Passetemps - Savigny-lès-Beaune - Aux Clous - Aux Fourneaux - Aux Gravains - Aux Guettes - Aux Serpentières - Basses Vergelesses - Bataillière - Champ Chevrey - La Dominode - Les Charnières - Les Haut Jarrons - Les Hauts Marconnets - Les Jarrons - Les Lavières - Les Marconnets - Les Narbantons - Les Peuillets - Les Rouvrettes - Les Talmettes - Les Vergelesses - Petits Godeaux - Redrescul - Volnay - Carelle sous la Chapelle - Carelles - Champans - Chanlin - Clos de la Barre - Clos de La Bousse d’Or - Clos de la Cave des Ducs - Clos de la Chapelle - Clos de la Rougeotte - Clos de l’Audignac - Clos des Chênes - Clos des Ducs - Clos des Santenots - Clos du Château des Ducs - Clos du Verseuil - En Chevret - En l’Ormeau - Fremiets - Fremiets - Clos de la Rougeotte - La Gigotte - Lassolles - Le Ronceret - Le Village - Les Angles - Les Aussy - Les Brouillards - Les Caillerets - Les Caillerets - Clos des 60 Ouvrées - Les Grands Champs - Les Lurets - Les Mitans - Pitures-Dessus - Pointes d’Angles - Robardelle - Santenots - Taille Pieds |

Côte Chalonnaise
| - Givry - Vigne Rouge - Cellier aux Moines - Clos Charlé - Clos de la Baraude - Clos de la Servoisine - Clos du Cras Long - Clos du Vernoy - Clos Jus - Clos Marceaux - Clos Marolle - Clos Saint-Paul - Clos Saint-Pierre - Clos Salomon - Crauzot - Cremillons - En Choué - La Grande Berge - La Plante - Le Paradis - Le petit Prétan - Le Vigron - Les Bois Chevaux - Les Bois Gautiers - Les Grandes Vignes - Les Grands Pretans - Petit Marole - Montagny - Champ Toizeau - Chazelle - Cornevent - Creux de beaux Champs - La Condemine du vieux Château0 - La grande Pièce - La Moullière | - Montagny (Fortsetzung) - Le Clos Chaudron - Le Cloux - Le Clouzot - Le vieux Château - L’epaule - Les Bassets - Les Beaux Champs - Les Bonneveaux - Les Bordes - Les Bouchots - Les Burnins - Les Chaniots - Les Charmelottes - Les Coeres - Les Combes - Les Coudrettes - Les Craboulettes - Les Garchères - Les Gouresses - Les Jardins - Les Las - Les Macles - Les Maroques - Les Paquiers - Les Parrières - Les Pidances - Les Platieres - Les Resses - Les Treufferes - Les Vignes Derrière - Les Vignes des Pres0 - Les Vignes Longues - Mont Laurent - Montcuchot | - Montagny (Fortsetzung) - Montorge - Saint-Morille - Saint-Ytages - Sous les Feilles - Vigne du Soleil - Vignes Couland - Vignes Saint-Pierre - Vignes sur le Cloux - Mercurey - Clos de Paradis - Clos des Barraults - Clos des grands Voyens - Clos des Montaigus - Clos des Myglands - Clos du Château de Montaigu0 - Clos Marcilly - Clos Tonnerre - Clos Voyens - En Sazenay - Grand Clos Fortoul - Griffères - La Bondue - La Cailloute - La Chassière - La Levrière - La Mission - Le Clos du Roy - Le Clos L’Evêque - Les Byots - Les Champs Martin - Les Combins - Les Crêts - Les Croichots | - Mercurey (Fortsetzung) - Les Fourneaux - Les Montaigus - Les Naugues - Les Paillets - Les Ruelles - Les Saumonts - Les Vasees - Les Velley - Rully - Agneux - Champs Cloux - Chapitre - Clos du Chaigne à Jean de Franc - Clos Saint-Jacques - Cloux - Gresigny - La Bressande - La Fosse - La Pucelle - La Renarde - Le Meix Cadot - Le Meix Caillet - Les Pierres - Margotes - Marissou - Molesme - Montpalais - Pillot - Preaux - Rabource - Raclot - Vauvray |  |